# Vrtací korunka
Vrtací korunka je část vrtacích zařízení, která je v přímém kontaktu s vrtaným materiálem tj. horninou, zdivem nebo betonem. Vrtací korunka je nasazena na vrtací tyči nebo vsazena do ponorného kladiva.

## Použití

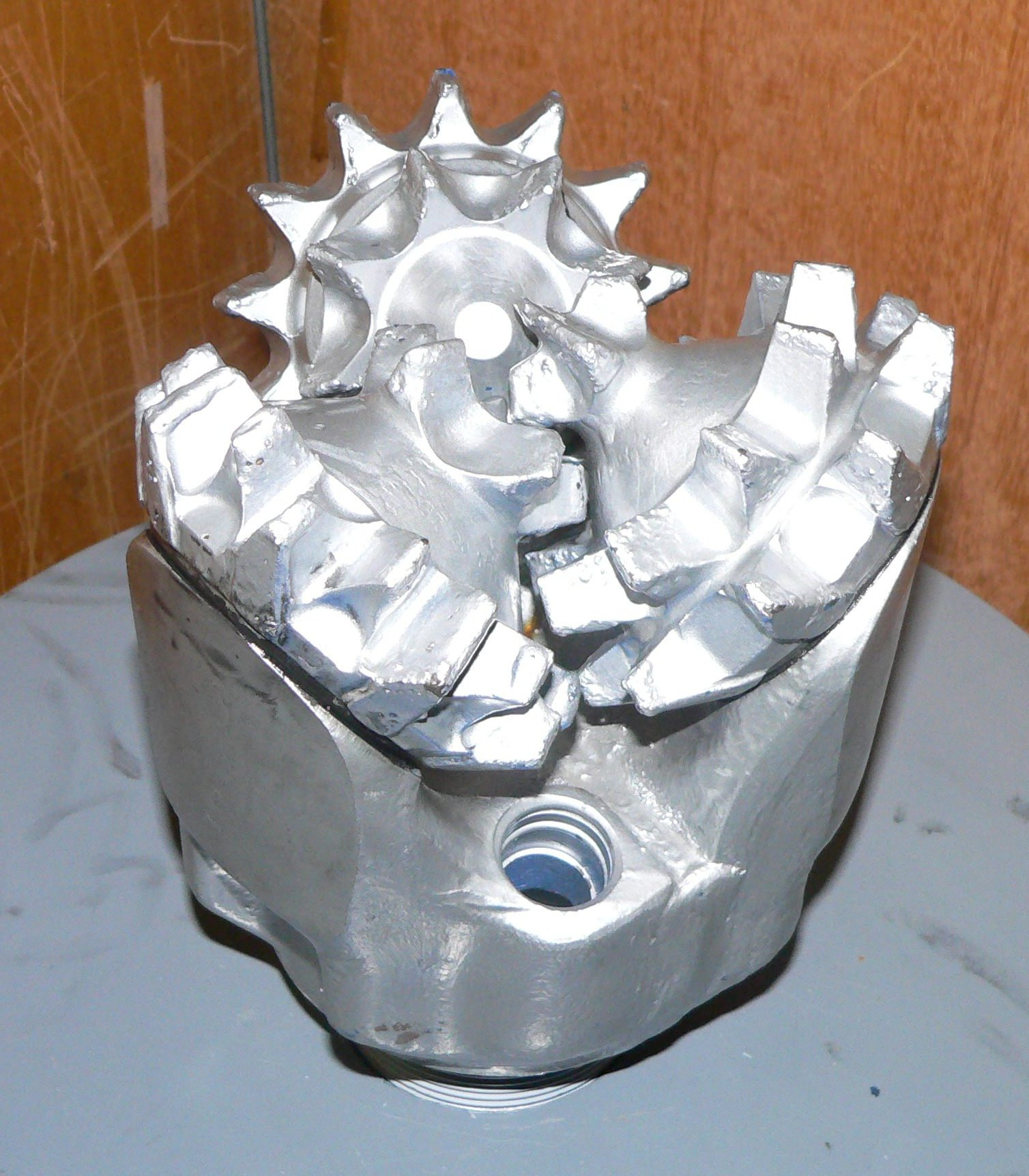
Vrtací korunka - tzv. valivé dláto

Požívá se na elektrické nebo pneumatické vrtačky – vrchová kladiva, vrtné soupravy, razící soupravy.

## Materiál
Těleso korunky je zpravidla z legované kalené oceli. Na činné části je opatřena útvary (hroty, kolíky, břity) z velmi tvrdého otěruvzdorného materiálu, jako je slinutý karbid, diamant, keramika a pod. Kromě toho bývají na tělese místa, která jsou nejvíce vystavena otěru, opatřena tvrdokovovým návarem. 

## Funkce
Podle funkce můžeme korunky rozdělit na:
- Třecí – materiál je rozrušován třením tvrdých výstupků, které jsou podstatně tvrdší než vrtaný materiál
- Příklepové – materiál je rozrušován nárazy tvrdých výstupků (břitů nebo kolíků)
- Valivé – materiál je rozrušován odvalováním tvrdých výstupků
  - Šrotové – materiál je rozrušován odvalováním volných tvrdých kovových kousků (tzv. šrotu)

Korunka svým tvarem a konstrukcí při otáčivém pohybu rozrušuje vrtaný materiál, ten je následně odváděn různými mechanismy mimo vrt, čímž vzniká žádaný otvor. Korunky s činnou částí ve tvaru mezikruží, které slouží převážně ke geologickým vrtům za účelem získání vzorku hornin (jádra), se nazývají jádrovací korunky (hovorově „kréliusy“ – podle švédské firmy Craelius).

## Úskalí
Korunka je nejnamáhanější částí vrtného systému proto jsou na ni kladeny velké nároky.
- odolnost proti teplotám (při tření materiálů dochází ke zvyšování teplot korunky a kontaktní plochy) proto bývá často třeba řešit její chlazení.
- výměna často není možná kvůli vrtacím mechanismům
- jestliže dojde k zalomení korunky je velmi problematické řešení (nelze snadno odvrtat kvůli vlastnímu tvrdému materiálu)

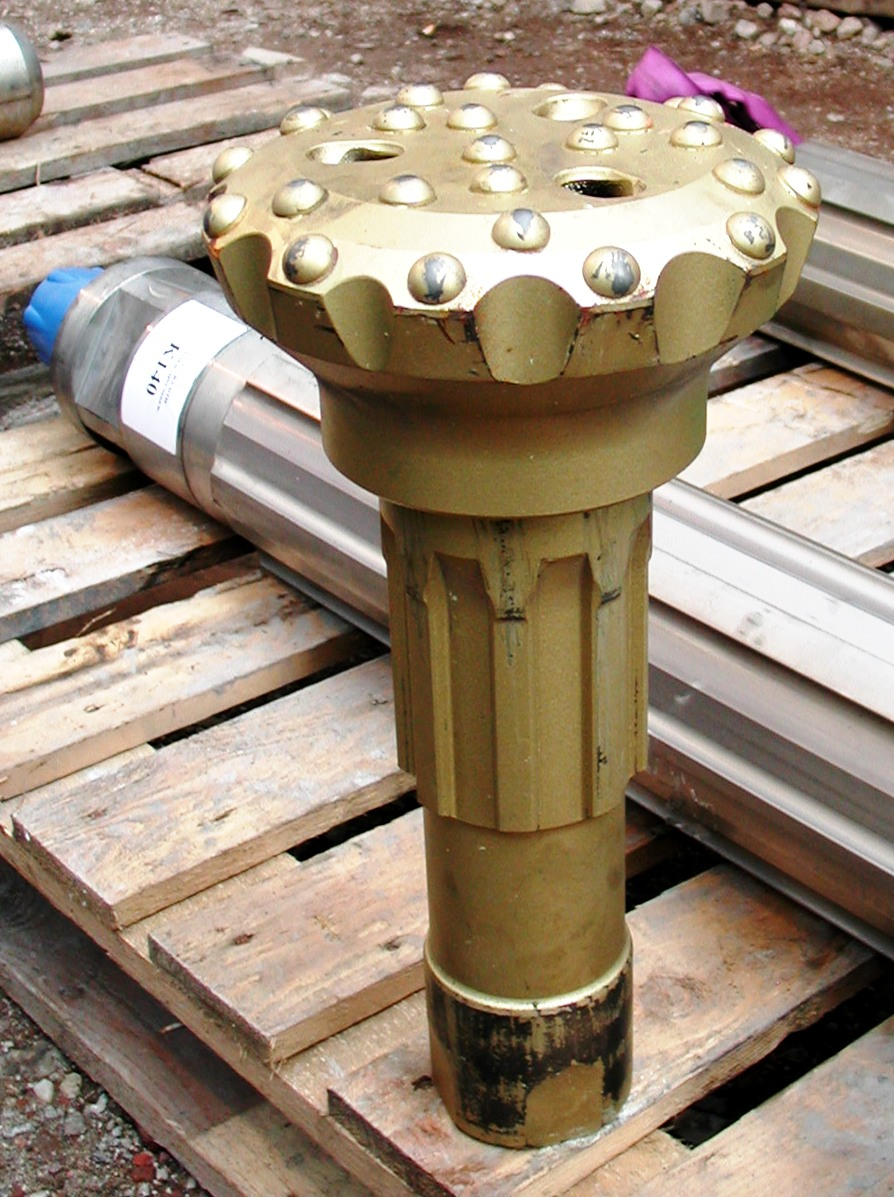
Roubíková korunka pro ponorné kladivo.